# Северное сияние (буровая платформа)
«Северное сияние» — полупогружная плавучая буровая установка (ППБУ) 5/6 поколения проекта Moss Maritime CS50 Mk II, предназначенная для морского поисково-оценочного, разведочного и эксплуатационного бурения скважин на нефть и газ с подводным расположением устья глубиной до 7500 метров при глубинах моря от 70 до 500 метров. Отличительной особенностью ППБУ является наличие значительной винтеризации (эксплуатационный диапазон температур окружающего воздуха от -30 ºС до +45 ºС) и защиты морского бурового райзера.
ППБУ построена в 2011 г., нижнее плавучее основание — на Выборгском судостроительном заводе, Выборг, РФ; верхнее технологическое строение — на верфи Samsung Heavy Industries, Кодже, Южная Корея.
Однотипное судно — ППБУ «Полярная звезда».
В настоящее время ППБУ эксплуатируется для проведения геолого-разведочных работ на континентальном шельфе РФ в Баренцевом море на проектах ПАО "Газпром".

## Общие сведения
Установка создавалась в рамках проекта по увеличению доставки природного газа в Европу.
В рамках этого проекта предполагалось, что газ добываемый платформой на Штокмановском месторождении будет транспортироваться в США танкерами и в Европу по газопроводу.
В связи с изменением конъюнктуры рынка проект по доставке газа в Америку не был реализован.
Между Россией и Германией был построен газопровод Северный поток, для заполнения которого использовался газ с других месторождений.
Строительство установки началось 16 августа 2007 года, когда заместитель председателя правления «Газпрома» (заказчика конкурса) Валерий Голубев сообщил, что Выборгский судостроительный завод победил в конкурсе на строительство буровых установок для разработки Штокмановского месторождения.
Планировалось построить две установки, стоимость проекта на тот момент оценивалась в 59 млрд руб, но планировалось её понизить за счёт конкурсов по выбору субподрядных организаций.
Нижнее основание установки было построено на Выборгском судостроительном заводе летом 2010 года, большая же часть работ — строительство буровой установки — была выполнена в Южной Корее, на заводе Samsung Heavy Industries.
Так как планы по освоению Штокмановского месторождения были перенесены, местом работы ППБУ стал Сахалинский шельф, где платформу установили и запустили в 2013 году.
В 2021 году ППБУ была транспортирована в порт г. Мурманска для целей задействования в программе морского геолого-разведочного бурения ПАО "Газпром" на арктическом континентальном шельфе РФ.